# Ctenotus leonhardii
Ctenotus leonhardii es una especie de lagarto del género Ctenotus, familia Scincidae, orden Squamata.

## Distribución
Se distribuye por Australia, en Nueva Gales del Sur, Territorio del Norte, Queensland, Australia del Sur y Occidental.

## Taxonomía
Fue descrita por Sternfeld en 1919.
Tratamiento taxonómico
La especie aparece registrada y publicada en Neue Schlangen und Echsen aus Zentralaustralien. Senckenbergiana 1: 76-83.